# Przemysław Skowron
Przemysław Jan Skowron (ur. 4 marca 1974 w Rzeszowie) – polski dziennikarz radiowy, od 1997 związany z RMF FM. Absolwent I Liceum Ogólnokształcącego w Rzeszowie, student Wydziału Architektury Politechniki Krakowskiej i dziennikarstwa w Instytucie Dziennikarstwa, Mediów i Komunikacji Społecznej Uniwersytetu Jagiellońskiego.

## Kariera zawodowa
Pracę w radiu rozpoczął w sierpniu 1997, w krakowskim radiu Wanda, gdzie trafił po wielomiesięcznej podróży po Ameryce Północnej.
W listopadzie 1997 poprowadził w RMF FM pierwszy ze swoich, nocnych programów, stanowiących cykl poświęcony szeroko rozumianej tematyce UFO, duchów i wszelkiego rodzaju zjawisk paranormalnych. W 1998 pracował jako wydawca informacyjnego serwisu lokalnego, a w 1999 objął nocne pasmo – Kobranocka FM; popularną audycję w ramach której prezentował i czytał najlepsze opowiadania literatury kryminalnej, SF i horrory. W ramach audycji przeczytał również powieść „Czterej pancerni i pies”.
W 2000 został wydawcą, autorem i współprowadzącym programu Misja Specjalna dotyczącego historii i tajemnic XX wieku. Od roku 2001 współprowadził z Witoldem Lazarem popołudniowy magazyn naukowy Świat na żółto i na niebiesko. Jest autorem licznych pozycji satyrycznych pojawiających się na antenie RMF FM; „Krzyżacy”, „Kanon Lektur Szkolnych”, „Czerwone Słoneczko – fanklub Leszka Millera”, „Słownik damsko-męski”, „Wiadomości z przyszłości”, „Polska Kronika Radiowa”, „Mobilki” i wiele innych.
W 2003 był jednym z pierwszych prowadzących radia RMF Classic, a w 2004 został, wraz z Tomaszem Olbratowskim, Marcinem Ziobro i Witoldem Lazarem prowadzącym porannego pasma RMF FM – Wstawaj szkoda dnia. W latach 2005–2006 można go było usłyszeć na antenie radia RMF Maxxx, gdzie prezentował efekty swojej poetyckiej twórczości. W latach 2013–2015 poranny program prowadził wraz z Robertem Karpowiczem, w latach 2015–2016 z Mariuszem Kałamagą, w latach 2016–2017 z Kamilem Baleją, a od września 2017 z Tomaszem Olbratowskim i Mariuszem Kałamagą.
W latach 2006–2007 związany był z krakowskim ośrodkiem Telewizji Polskiej, prowadząc programy o tematyce kulturalnej; „Regiony kultury. Nowości” oraz „Wejściówka”. Współpracował również ze stacją przy innych programach o tematyce kulturalnej i społecznej.

## Życie prywatne
Żonaty z Mariką Skowron. Dzieci: Maksymilian, Antonina, Jakub, Julia.

## Książki
- „Maxxxymy Skowrona. Wydanie pierwsze, poprawione” (One Press, 2007 ISBN 83-246-1214-9)
- „Imieninałki. Imię niejedno ma imię” (One Press, 2011 ISBN 978-83-246-4450-6)